# Squadra georgiana di Fed Cup
La squadra georgiana di Fed Cup (საქართველოს ფედერაციის თასის ნაკრები) rappresenta la Georgia nella Fed Cup, ed è posta sotto l'egida della Federazione Georgiana di Tennis.
Essa partecipa alla competizione dal 1994 a seguito dell'indipendenza del paese dall'Unione Sovietica. Non ha mai superato la fase zonale.

## Risultati
| = Incontro del Gruppo Mondiale |

### 2010-2019
| Anno | Turno                         | Data       | Sede           | Avversario  | Punteggio | Esito     |
| ---- | ----------------------------- | ---------- | -------------- | ----------- | --------- | --------- |
| 2010 | Gruppo II, Fase a gironi      | 28 aprile  | Erevan (ARM)   | Finlandia   | 1 – 2     | Sconfitta |
| 2010 | Gruppo II, Fase a gironi      | 30 aprile  | Erevan (ARM)   | Armenia     | 2 – 0     | Vittoria  |
| 2010 | Gruppo II, Fase a gironi      | 30 aprile  | Erevan (ARM)   | Norvegia    | 3 – 0     | Vittoria  |
| 2010 | Gruppo II, Playoff promozione | 1º maggio  | Erevan (ARM)   | Grecia      | 0 – 2     | Sconfitta |
| 2011 | Gruppo II, Fase a gironi      | 4 maggio   | Il Cairo (EGY) | Armenia     | 2 – 1     | Vittoria  |
| 2011 | Gruppo II, Fase a gironi      | 5 maggio   | Il Cairo (EGY) | Bosnia E.   | 1 – 2     | Sconfitta |
| 2011 | Gruppo II, Fase a gironi      | 6 maggio   | Il Cairo (EGY) | Turchia     | 3 – 0     | Vittoria  |
| 2011 | Gruppo II, Playoff promozione | 7 maggio   | Il Cairo (EGY) | Portogallo  | 0 – 2     | Sconfitta |
| 2012 | Gruppo II, Fase a gironi      | 18 aprile  | Eilat (ISR)    | Norvegia    | 3 – 0     | Vittoria  |
| 2012 | Gruppo II, Fase a gironi      | 19 aprile  | Eilat (ISR)    | Lettonia    | 2 – 1     | Vittoria  |
| 2012 | Gruppo II, Fase a gironi      | 20 aprile  | Eilat (ISR)    | Turchia     | 3 – 0     | Vittoria  |
| 2012 | Gruppo II, Playoff promozione | 21 aprile  | Eilat (ISR)    | Montenegro  | 3 – 0     | Vittoria  |
| 2013 | Gruppo I, Fase a gironi       | 6 febbraio | Eilat (ISR)    | Bielorussia | 0 – 3     | Sconfitta |
| 2013 | Gruppo I, Fase a gironi       | 7 febbraio | Eilat (ISR)    | Croazia     | 0 – 3     | Sconfitta |
| 2013 | Gruppo I, Fase a gironi       | 8 febbraio | Eilat (ISR)    | Austria     | 0 – 3     | Sconfitta |
| 2013 | Gruppo I, Play-out            | 9 febbraio | Eilat (ISR)    | Turchia     | 1 – 2     | Sconfitta |
| 2014 | Gruppo II, Fase a gironi      | 16 aprile  | Šiauliai (LTU) | Egitto      | 3 – 0     | Vittoria  |
| 2014 | Gruppo II, Fase a gironi      | 17 aprile  | Šiauliai (LTU) | Sudafrica   | 2 – 1     | Vittoria  |
| 2014 | Gruppo II, Fase a gironi      | 18 aprile  | Šiauliai (LTU) | Bosnia E.   | 3 – 0     | Vittoria  |
| 2014 | Gruppo II, Playoff promozione | 19 aprile  | Šiauliai (LTU) | Finlandia   | 2 – 1     | Vittoria  |
| 2015 | Gruppo I, Fase a gironi       | 4 febbraio | Budapest (HUN) | Bielorussia | 0 – 3     | Sconfitta |
| 2015 | Gruppo I, Fase a gironi       | 5 febbraio | Budapest (HUN) | Portogallo  | 2 – 1     | Vittoria  |
| 2015 | Gruppo I, Fase a gironi       | 6 febbraio | Budapest (HUN) | Bulgaria    | 2 – 1     | Vittoria  |
| 2015 | Gruppo I, Playoff 5º-8º posto | 7 febbraio | Budapest (HUN) | Turchia     | 1 – 2     | Sconfitta |